# Sassandrioides asperata
Sassandrioides asperata là một loài bọ cánh cứng trong họ Cerambycidae.